# Afterworld (serial)
Afterworld este film serial științifico-fantastic american de animație pe computer realizat pentru televiziune și creat de scriitorul Brent V. Friedman și actorul/regizorul Michael DeCourcey. Serialul prezintă un decor atipic unui sfilm științifico-fantastic. Friedman este producatorul executiv împreună cu Stan Rogow. 
Afterworld a avut premiera în Statele Unite pe YouTube și Bud.tv pe 28 februarie 2007.

## Povestea
Afterworld este o aventură apocaliptică dar totuși diferită de alte producții similare. Directorul de publicitate Russell Shoemaker se trezește într-o cameră dint-un hotel din New York City și realizează că aproape toată rasa umană a dispărut și toate tehnologiile terestre nu mai sunt funcționale. El pornește într-o călătorie epică de 3000 mile de-a lungul Statelor Unite pentru a reveni la soția și fiica sa. Pe drum, el descoperă o lume schimbată pentru totdeauna, iar misterul sporește în legătura cu ceea ce s-a întâmplat.

## Sezonul 1
Locația 1:  New York City, NY
```
Episodul 1: 	The Big Day
Episodul 2:	Detritus
Episodul 3: 	Purgatory
Episodul 4:	Delondre
Episodul 5:	Central Park
Episodul 6:	Hibakusha
Episodul 7:	Homeland Insecurity
Episodul 8:	Darwin’s Ghost
Episodul 9:	Man Of The House
Episodul 10:	3000 Miles
```

Locația a 2-a:  Philadelphia, PA
```
Episodul 11: 	Call Me Eli
Episodul 12:	Terror Within
Episodul 13: 	House Of The Speaker
Episodul 14:	Detour
Episodul 15:	Revelations
```

Locația a 3-a:  New Eden, PA
```
Episodul 16:	New Eden
Episodul 17:	Divine Intervention
Episodul 18:	Polaroid
Episodul 19:	Devil Among Us
Episodul 20:	Battle Lines
```

Locația a 4-a:  Aurora, OH
```
Episodul 21:	Aurora
Episodul 22:	In Short Supply
Episodul 23:	Messenger
Episodul 24: 	Mr. Shoemaker Goes To Ohio
Episodul 25:	The First Horseman
```

Locația a 5-a:  Peebles, OH
```
Episodul 26:	47 Minutes
Episodul 27:	Subterranean
Episodul 28:	Looking Glass
Episodul 29:	A Quiet Place
Episodul 30:	An Offering To Uktena
```

Locația a 6-a:  Louisville, KY ( "Ohio de sud")
```
Episodul 31: 	The New World Historians
Episodul 32:	Fail Safe
Episodul 33:	Conflicting Reports
Episodul 34:	The River
Episodul 35:	Conspiracies Can Come True
```

Locația a 7-a:  Nashville, TN
```
Episodul 36:	Rose Mansion
Episodul 37:	Nashville
Episodul 38:	Spontaneous Combustion
Episodul 39:	Temptations
Episodul 40:	The Second Horseman
```

Locația a 8-a:  Memphis, TN
```
Episodul 41:	Graceland
Episodul 42:	The Virus
Episodul 43:	Control Group
Episodul 44:	Do No Harm
Episodul 45:	A Good Lie
```

Locația a 9-a:  Ozarks
```
Episodul 46:	Truth Or Consequences
Episodul 47:	Off The Grid
Episodul 48:	The Hunter
Episodul 49:	Wanted
Episodul 50:	R.I.P.
```

Locația a 10-a: Salina, OK
```
Episodul 51:	Oklahoma
Episodul 52:	Electricity
Episodul 53:	Who Are You
Episodul 54:	Parthia
Episodul 55:	Gone, Baby, Gone
```

Locația a 11-a: Wichita, KS
```
Episodul 56:	The Cobalt Clock
Episodul 57:	Team Alpha
Episodul 58:	Faith In Science
Episodul 59:	Eve Of Destruction
Episodul 60:	Holiday Spirit
```

Locația a 12-a: Amarillo, TX
```
Episodul 61: 	Morning Star
Episodul 62: 	Warning Signs
Episodul 63: 	Complications
Episodul 64: 	What Child Is This?
Episodul 65: 	The Brother
```

Locația a 13-a: Santa Fe, NM
```
Episode 66:	Manhunt
Episodul 67:	The Settlement
Episodul 68:	Sanctuary
Episodul 69:	Fight Or Flight
Episodul 70:	Change Of Heart
```

Locația a 14-a: Sedona, AZ
```
Episodul 71:	Welcome To The Jungle
Episodul 72:	Something In The Air
Episodul 73:	Burden Of Guilt
Episodul 74:	Prey
Episodul 75:	Déjà vu
```

Locația a 15-a: Ghana
```
Episodul 76:	Helpless
Episodul 77:	Gone To Ghana
Episodul 78:	Solitary
Episodul 79:	Almost Home
Episodul 80:	The Remedy
```

Locația a 16-a: Flagstaff, AZ
```
Episodul 81:	The Walker
Episodul 82:	Bad Reputation
Episodul 83:	Ultimatum
Episodul 84:	Hidden Agenda
Episodul 85:	The Ever-Changing Truth
```

Locația a 17-a: Needles, CA
```
Episodul 86:	The Cartel
Episodul 87:	A Window Of Opportunity
Episodul 88:	The Berserker
Episodul 89:	Like Clockwork
Episodul 90:	Fair Trade
```

Locația a 18-a: Las Vegas, NV
```
Episodul 91:	The Suicide Squad
Episodul 92:	Debt to Society
Episodul 93:	Showtime!
Episodul 94:	Double Bill
Episodul 95:	Convergence
```

Locația a 19-a: Red Rock, NV
```
Episodul 96:	The Third Horseman
Episodul 97:	Change Of Plans
Episodul 98:	End Of The Road
Episodul 99:	The Grim Reaper
Episodul 100:	Monumental
```

Locația a 20-a: Mount Charleston, NV
```
Episodul 101:	Road To Redemption
Episodul 102:	NORAD
Episodul 103:	Prisoners Of Fate
Episodul 104:	Pushing Buttons
Episodul 105:	Simple Pleasures
```

Locația a 21-a: Lake City
```
Episodul 106:	Lake City
Episodul 107:	What Lies Beneath
Episodul 108:	The Devil Inside
Episodul 109:	Bottom Line
Episodul 110:	Pathological
```

Locația a 22-a: Sierra Forest
```
Episodul 111:	The Fourth Horseman
Episodul 112:	Bitter Pill
Episodul 113:	Story Of The Gun
Episodul 114:	A Little Help From My Friends
Episodul 115:	Treasure Island
```

Locația a 23-a: San Francisco, CA
```
Episodul 116:	The Shipment
Episodul 117:	First Edition
Episodul 118:	On The Record
Episodul 119:	The Sting – Part One
Episodul 120:	The Sting – Part Two
```

Locația a 24-a: San Rafael, CA
```
Episodul 121:	A New Chapter
Episodul 122:	Project: Continuum
Episodul 123:	Truth In The Clouds
Episodul 124:	Matter Of Time
Episodul 125:	Unholy Alliance
```

Locația a 25-a: Seattle, WA
```
Episodul 126:	North By Northwest
Episodul 127:	The Emerald City
Episodul 128:	Shoemaker & Associates
Episodul 129:	809 W. Blaine St.
Episodul 130:	When The Levee Breaks
```